# Siltinkivaara
Siltinkivaara är en kulle i Finland.   Den ligger i den ekonomiska regionen  Koillismaa ekonomiska region  och landskapet Norra Österbotten, i den nordöstra delen av landet, 700 km norr om huvudstaden Helsingfors. Toppen på Siltinkivaara är 322 meter över havet. Siltinkivaara ingår i Haapovaarat.
Terrängen runt Siltinkivaara är huvudsakligen platt. Runt Siltinkivaara är det mycket glesbefolkat, med 2 invånare per kvadratkilometer.